# Haematopinus gorgonis
Haematopinus gorgonis är en insektsart som beskrevs av Werneck 1952. Haematopinus gorgonis ingår i släktet Haematopinus och familjen hovdjurslöss. Inga underarter finns listade i Catalogue of Life.